# Superboy (serie de televisión)
Superboy es una serie de televisión estadounidense emitida entre 1988 y 1992, basada en el personaje ficticio de DC Comics Superman, haciendo énfasis en su adolescencia y juventud. Al inicio de la tercera temporada, se cambió el nombre de la serie a The Adventures of Superboy. El personaje fue interpretado en la primera temporada por el actor John Newton y a partir de la segunda temporada por Gerard Christopher.

## Reparto

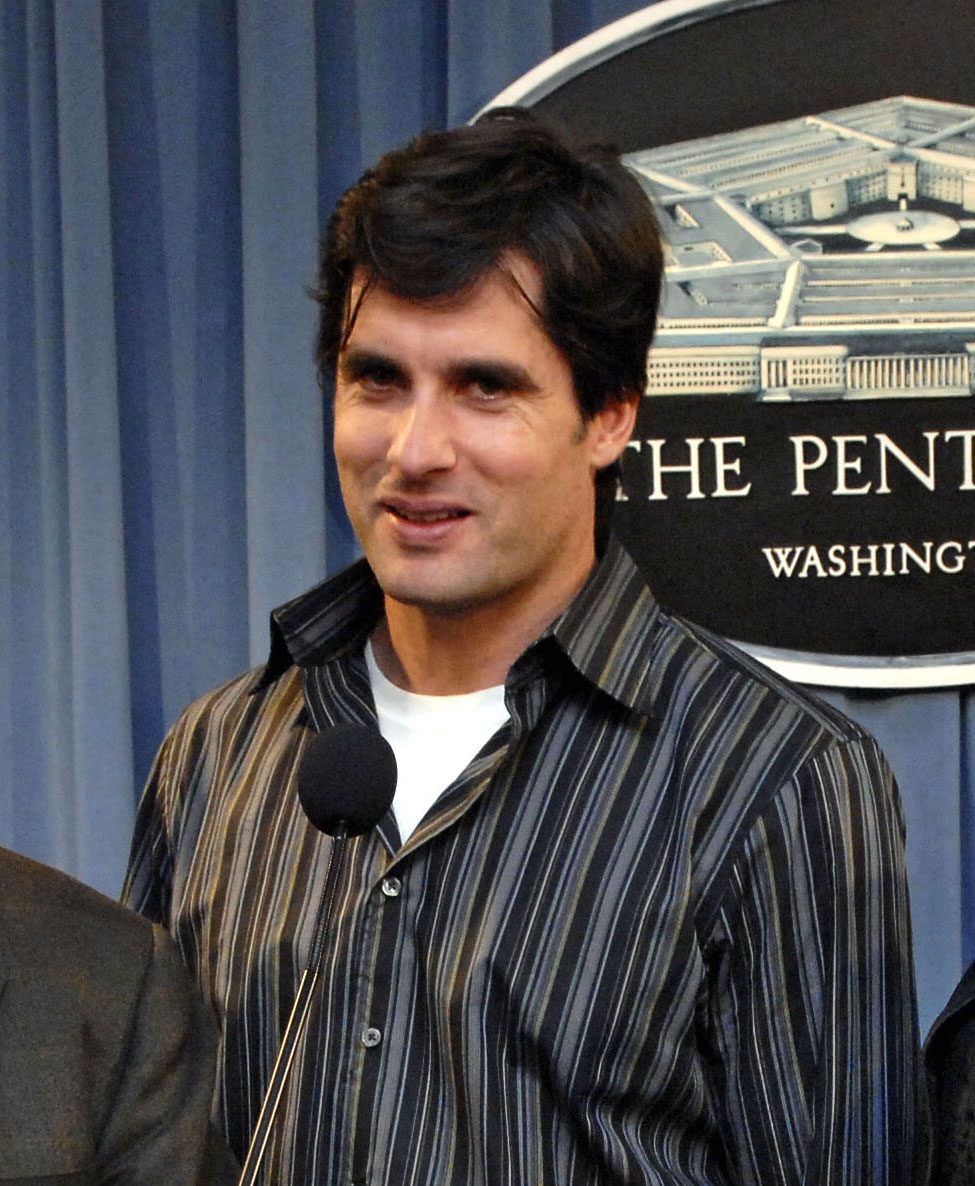
El actor John Newton dio vida al personaje de Superboy en la primera temporada de la serie

### Temporada 1
- John Haymes Newton – Clark Kent/Superboy
- Stacy Haiduk - Lana Lang
- Jim Calvert – Trevor Jenkins "T.J." White
- Scott James Wells – Lex Luthor
- Michael Manno – Leo
- George Chakiris – Profesor Peterson
- Roger Pretto – Zeke Harris
- Stuart Whitman – Jonathan Kent
- Salome Jens – Martha Kent

### Temporadas 2 a 4
- Gerard Christopher – Clark Kent/Superboy[3]
- Stacy Haiduk – Lana Lang
- Ilan Mitchell-Smith – Andy McCalister
- Peter Jay Fernandez – Matt Ritter
- Robert Levine – C. Dennis Jackson
- Zevi Wolmark – Christopher Grimes
- Gilbert Gottfried – Nick Knack
- Sherman Howard – Lex Luthor
- Tracy Roberts – Darla
- Barry Meyers – Bizarro
- Stuart Whitman – Jonathan Kent
- Salome Jens – Martha Kent
- Danny Dyer – Hank
- Peggy O'Neal – Azrael